# Пеллотье
Пеллотье́ (фр. Pelleautier, окс. Pelautier) — коммуна во Франции, находится в регионе Прованс — Альпы — Лазурный Берег. Департамент коммуны — Верхние Альпы. Входит в состав кантона Гап-Кампань. Округ коммуны — Гап.
Код INSEE коммуны — 05100.

## Население
Население коммуны на 2008 год составляло 557 человек.
| 1962 | 1968 | 1975 | 1982 | 1990 | 1999 | 2008 |
| ---- | ---- | ---- | ---- | ---- | ---- | ---- |
| 200  | 206  | 230  | 321  | 378  | 391  | 557  |

## Экономика
В 2007 году среди 333 человек в трудоспособном возрасте (15—64 лет) 246 были экономически активными, 87 — неактивными (показатель активности — 73,9 %, в 1999 году было 75,6 %). Из 246 активных работали 232 человека (128 мужчин и 104 женщины), безработных было 14 (4 мужчины и 10 женщин). Среди 87 неактивных 29 человек были учениками или студентами, 39 — пенсионерами, 19 были неактивными по другим причинам.

## Фотогалерея
- Панорама коммуны
- Озеро Пеллотье